# Anton Greven
Anton Greven (* 16. März 1793 in Köln; † 3. März 1870 ebenda) war ein deutscher Verleger und Gründer des Greven’s Adreßbuch-Verlages und des Greven Verlag Köln.

## Leben
Anton Greven, Sohn des Beamten Jakob Franz Joseph Greven, trat im Jahr 1807 als Lehrjunge in den Dienst der Verwaltung der Stadt Köln unter französischer Herrschaft im sogenannten „Wohltätigkeits-Bureau“. 1811 wechselte er in die städtische Steuerbehörde („Octroi municipal“). 1812 wurde er von den Franzosen eingezogen und in Aachen der dort stationierten Departementalgarde zugewiesen, die mit Rekrutierungsarbeiten beschäftigt war. Anfang 1814 verließ er die französische Armee und kehrte am 14. Februar 1814 nach Köln zurück.  Hier trat er in die vorläufige Verwaltung ein, in der er für die Bekleidung der von den Verbündeten aufgestellten Nord-Armee zuständig war. Nach Ende der Freiheitskriege wurde er 1815 in den preußischen Staatsdienst übernommen, wo er in der preußischen Polizeiverwaltung, Leiter des Pass- und Fremdenwesens wurde.
Zwei Jahre später wurde Anton Greven erster Polizeisekretär im städtischen Polizeipräsidium, wo er für die Fremdenregistrierung zuständig war.

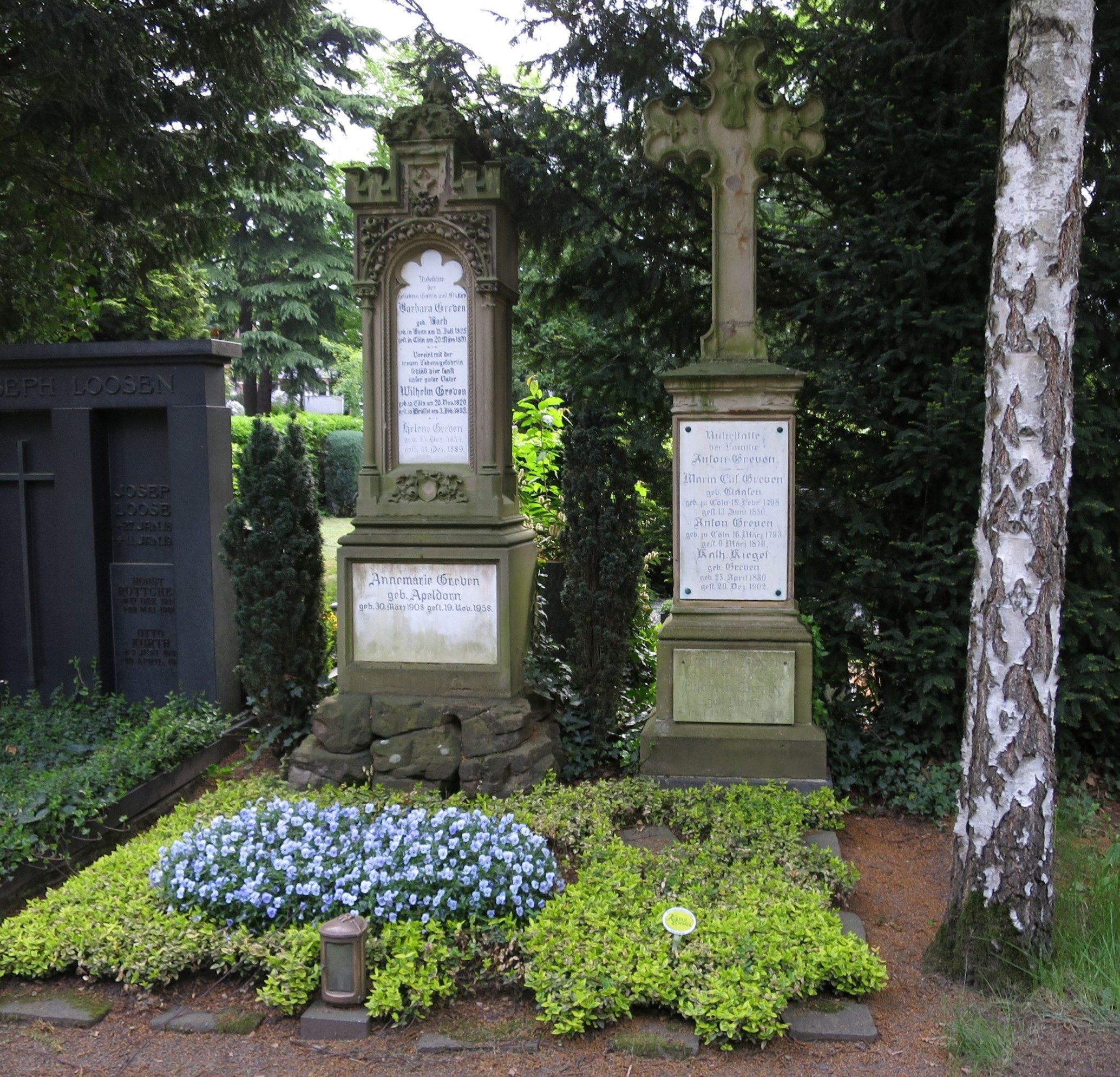
Familiengrabstätte Greven (April 2018)

1827 gründete er den Greven Verlag in Köln. Als erstes Verlagsobjekt erschien seit dem 1. Januar 1828 täglich das Fremden-Blatt der Stadt Köln. Es folgten neben einer Tageszeitung und dem ersten Kölner Adressbuch hauptsächlich zeitgeschichtliche Werke.
Hauptgeschäft des Verlages war die Herausgabe der Kölner Adressbücher, in welche im Laufe der Jahre auch Telefonnummern aufgenommen wurden.
Mit seiner Ehefrau Maria Elisabeth (Tochter von Johann Wilhelm Claasen und Maria Gertrud, geb. Ringelhoven), die er 1820 geheiratet hat, bekam Anton Greven zwölf Kinder, von denen fünf bereits im Kindesalter starben.
Sein ältester Sohn Johann Wilhelm Greven übernahm noch zu dessen Lebzeiten die Verlagsgeschäfte von seinem Vater.
Anton Greven starb am 3. März 1870. Sein Grab befindet sich auf dem Kölner Melaten-Friedhof (Lit. R, zwischen Lit. B+C; vormals: Lit. O).